# Lars Andersson i Rävlanda
Lars Andersson ( i riksdagen kallad Andersson i Rävlanda), född 10 juni 1808 i Björketorps socken, död där 13 januari 1885, var en svensk riksdagsman i bondeståndet.
Andersson företrädde Vedens och Bollebygds härader av Älvsborgs län vid riksdagen 1850–1851. Andersson var då ledamot i bondeståndets enskilda besvärsutskott.